# Джокер: Безумие на двоих
«Джо́кер: Безу́мие на двои́х» (англ. Joker: Folie à Deux) — музыкально-психологический триллер американского режиссёра Тодда Филлипса, основанный на персонажах DC Comics. Продолжение фильма «Джокер» (2019), в котором главную роль снова играет Хоакин Феникс. Леди Гага сыграла возлюбленную Джокера Харли Квинн, другие роли получили Зази Битц, Брендан Глисон, Кэтрин Кинер. Фильм был спродюсирован Warner Bros. Pictures совместно с Joint Effort. В странах СНГ фильм получил рейтинг 16+, в отличие от предыдущего фильма, который получил рейтинг 18+.
Премьера состоялась 4 сентября 2024 года на 81-м Венецианском международном кинофестивале, 4 октября картина вышла в американский прокат. Она получила главным образом отрицательные отзывы критиков.

## Сюжет
Действие фильма происходит через два года после событий, показанных в фильме «Джокер». Артур Флек находится под стражей в лечебнице Аркхем в ожидании суда за серию убийств. Его адвокат Мэриэнн Стюарт планирует доказать, что у Артура диссоциативное расстройство идентичности и что за преступления в ответе его альтернативная личность, «Джокер». На сеансе музыкальной терапии Артур знакомится с пациенткой Харлин «Ли» Квинзель. Та рассказывает, что выросла в одном с ним районе, а в больнице оказалась после того, как сожгла родительский дом. Ли выражает своё восхищение преступлениями и личностью Джокера. Во время кинопоказа она устраивает пожар и пытается сбежать вместе с Артуром. Беглецов ловят, Артур оказывается в одиночной камере. Ли навещает его там и рассказывает, что её освобождают, но обещает приходить в суд. Герои занимаются сексом, причём перед этим Ли наносит на лицо Артура грим Джокера.
В суде помощник окружного прокурора Харви Дент старается доказать, что Флек вменяем. Адвокат рассказывает Артуру, что Ли — студентка-психиатр, которая выросла в Верхнем Ист-Сайде и никогда не сжигала дома, а в Аркхеме оказалась добровольно. При встрече Ли говорит, что солгала ради сближения и что теперь она беременна. После этого Артур увольняет Мэриэнн и начинает защищать себя самостоятельно. Он выступает в суде в костюме и гриме Джокера. Поражённый показаниями своего бывшего коллеги Гэри Паддлза, он произносит речь, в которой не пытается защититься, но позволяет себе выпад против охранников Аркхема. Когда Артур возвращается в больницу, охранники его насилуют, а его друга Рики убивают. На следующий день в суде Флек, опустошённый случившимся, отказывается в последнем слове от образа Джокера, принимая на себя полную ответственность за убийства. Присяжные признают Артура виновным в убийстве первой степени. Во время чтения приговора у здания суда взрывается заминированный автомобиль. В суматохе двое последователей Артура помогают ему сбежать, но вскоре он убегает и от них.
Бродя по Готэму, Флек встречает Ли. Она отвергает его из-за отказа от образа Джокера и говорит, что солгала о беременности. Полиция задерживает Артура и возвращает в Аркхем. На следующий день молодой пациент, подойдя к Артуру, начинает рассказывать ему анекдот, а потом бьёт его ножом в живот. Пока Флек истекает кровью, его убийца вырезает ножом улыбку на своём лице.

## В ролях
- Хоакин Феникс — Артур Флек / Джокер, душевнобольной, клоун и стендап-комик, отвергнутый обществом и превратившийся в преступника-нигилиста в образе клоуна;
- Леди Гага — Харли «Ли» Квинзель / Харли Квинн, пациентка лечебницы Аркхэм, чья одержимость Артуром перерастает в смертельно опасные романтические отношения[7][8];
- Зази Битц — Софи Дюмон, циничная мать-одиночка, бывшая соседка Артура, которую он считал своей возлюбленной (в действительности они виделись лишь дважды)[9];
- Брендан Глисон — Джеки Салливан, коррумпированный охранник лечебницы Аркхэм, который издевается над пациентами;
- Кэтрин Кинер — Марианна Стюарт, адвокат Артура Флека, которая хочет доказать, что Артур психически больной, чтобы отправить его лечиться в нормальную больницу;
- Джейкоб Лофленд — Рики Мелин, заключённый лечебницы Аркхэм, который восхищается Артуром;
- Гарри Лоути — Харви Дент / Двуликий, недавно назначенный помощника окружного прокурора, который намерен привлечь Артура к ответственности за его преступления;
- Стив Куган — Пэдди Майерс, популярный телеведущий, который берёт интервью у Артура в Аркхэме.

## Производство
Фильм «Джокер» был задуман как самостоятельное произведение без продолжений. Тем не менее в августе 2019 года его режиссёр Тодд Филлипс заявил, что создание сиквела возможно при хороших сборах и участии в проекте Хоакина Феникса. «Джокер» имел огромный успех и многократно окупился. В июне 2022 года Филлипс объявил, что ведётся работа над сиквелом, получившим название «Джокер: Безумие на двоих» и что сценарий написан им и Скоттом Сильвером. В феврале 2023 года генеральный директор DC Studios Джеймс Ганн подтвердил, что «Безумие на двоих» будет проектом DC Elseworlds, события которого происходят за пределами основной Вселенной DC (DCU).
Через несколько дней после официального анонса фильма стало известно, что это будет мюзикл. Леди Гага получила роль Харли Квинн. В сентябре 2022 года к проекту присоединились Зази Битц (в роли Софи Дюмон, как и в первом «Джокере»), Глисон Брендан, Кэтрин Кинер и Джейкоб Лофленд, в октябре — Гарри Лоути.

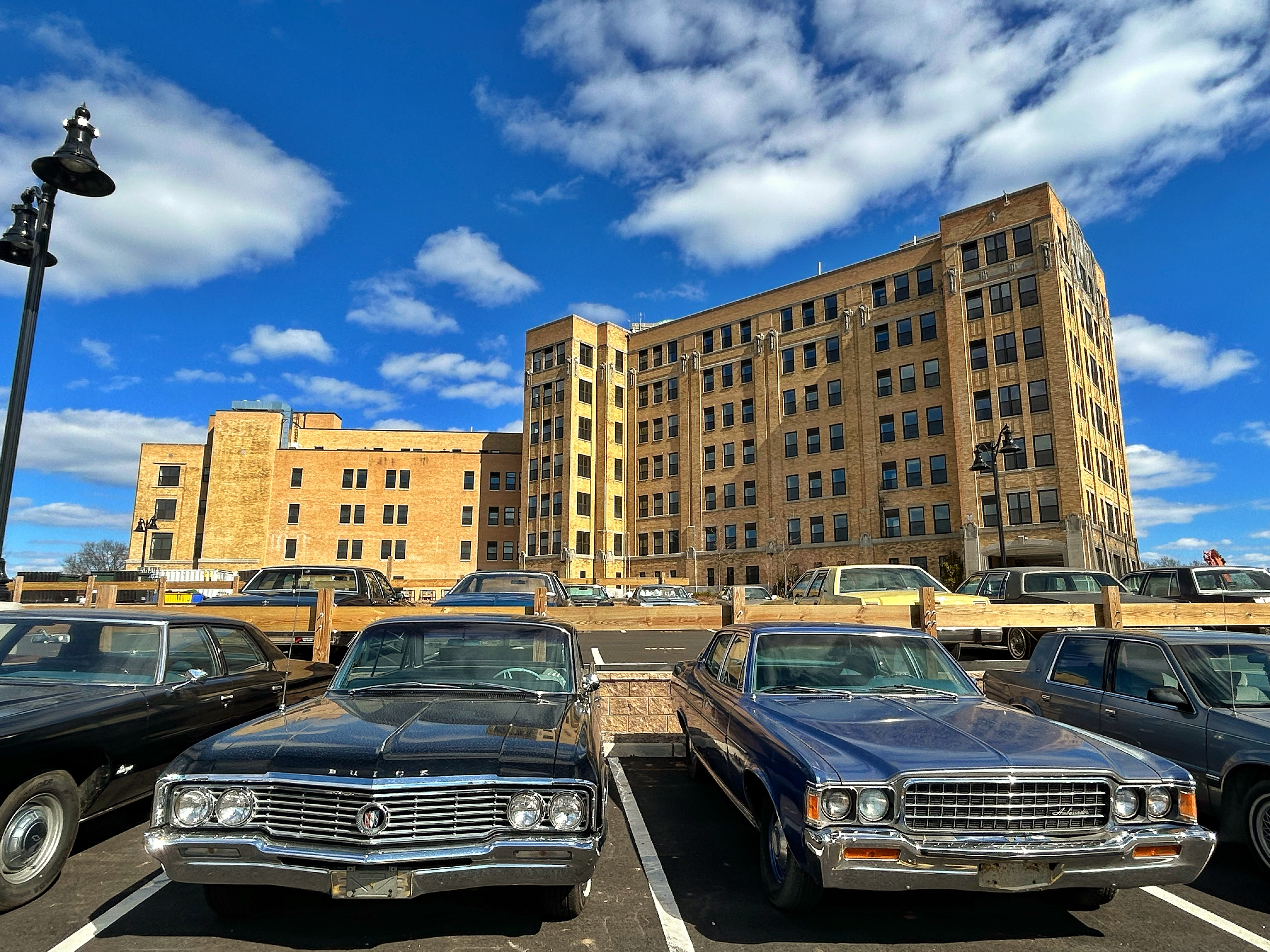
Заброшенная изоляционная больница округа Эссекс в Белвилл (Нью-Джерси) (штат Нью-Джерси) послужила местом съёмок локации «Государственная больница Аркхэм»

Основные съёмки начались 10 декабря 2022 года. Оператором стал Лоуренс Шер, выбравший в качестве источника визуального вдохновения фильм Фрэнсиса Форда Копполы «От всего сердца» (1982). Съёмки на открытом воздухе проходили в Лос-Анджелесе и Нью-Йорке до марта 2023 года. Сцены с толпой статистов, требующих ареста Артура Флека, снимались у здания окружного суда Нью-Йорка, и многие принимали это за арест Дональда Трампа после предъявления ему первого обвинения. Сцены в лечебнице Аркхэм снимались в заброшенной изоляционной больнице округа Эссекс в Белвилле (штат Нью-Джерси). В апреле 2023 года съёмки проходили на «Лестнице Джокера» — лестнице на Западной 167-й улице в Бронксе, которая часто фигурировала в первом фильме. 5 апреля 2023 года съёмки фильма официально завершились.
Бюджет фильма составил 200 миллионов долларов США (на 60 миллионов больше, чем у первой части). Гонорары Хоакина Феникса и Леди Гаги составили 20 и 12 млн долларов соответственно
Музыка
Музыку для фильма написала, как и для «Джокера», Хильдур Гуднадоуттир. В фильме звучат 15 музыкальных номеров, в большинстве своём кавер-версии существовавших до этого песен. Одна из них — «That’s Entertainment!» из фильма «Театральный фургон» (1953).
В сопровождение к фильму Леди Гага выпустила 27 сентября 2024 года новый альбом Harlequin .

## Премьера
Первый тизер фильма вышел 4 августа 2022 года. Тизер-трейлер к фильму был показан 10 апреля 2024 года на презентации Warner Bros. на CinemaCon-2024. В нём звучит кавер-версия песни Сэмми Дэвиса и Тома Джонса «What the World Needs Now Is Love» (1965). Ребекка Рубин, пишущая для Variety, назвала кадры трейлера «тёмными и мрачными» и подчеркнула, что Квинн изображает «сумасшедшую музу» Флека. Авторы TheWrap Джереми Фастер и Стефани Калой отметили, что трейлер посвящён «дикой, разрушительной любви» Квинн и Флека. За первые 24 часа он набрал 167 миллионов просмотров, став самой популярной премьерой трейлеров Warner Bros. на тот момент.
Премьера фильма состоялась 4 сентября 2024 года на 81-м Венецианском кинофестивале, в рамках основной программы. 4 октября картина вышла в театральный прокат. Кассовые сборы оказались настолько скромными, что уже 29 октября (намного раньше, чем планировалось) «Безумие на двоих» вышло в цифровой прокат.

## Отзывы и оценки
Фильм получил главным образом противоречивые и отрицательные отзывы. На сайте-агрегаторе Rotten Tomatoes положительными оказались только 28 % (при средней оценке 4.9/10) на основе 68 отзывов критиков и 31 % на основе 361 отзывов простых зрителей. Рецензенты с этого ресурса констатировали, что сюжет картины слишком вялый и только «дикая энергия Леди Гаги придаёт ему некоторую живость». На сайте Metacritic «Безумие на двоих» получило 45 баллов из 100, что указывает на «смешанные или средние» отзывы. Зрители, опрошенные CinemaScore, оценили его на D по шкале от A+ до F (это ниже оценки «B+» для первого фильма и антирекорд для фильмов по комиксам), а опрошенные PostTrak дали фильму оценку 40 %. Только 24 % сказали, что определённо рекомендовали бы просмотр.
Николас Барбер из BBC оценил фильм на 2 звезды из 5, назвав его унылой, невыразительной, ненужной тягомотиной. Питер Брэдшоу из The Guardian дал картине 3 звезды из 5, отметив, что сюжет не позволяет персонажу Леди Гаги развиться сильнее. Оуэн Глейберман из Variety назвал основную сюжетную идею смелой, но остался не в восторге от её реализации. Дэвид Эрлих из IndieWire назвал сиквел «Джокера» скучным и однообразным, подчеркнув, что картина непростительно растрачивает талант Леди Гаги. Мэттью Тернер из NME дал фильму 4 звезды из 5, похвалив игру главных актёров и визуальную составляющую картины. Андрей Воронцов из «Новостей кино» назвал фильм «испорченным музыкальным автоматом», музыкальные номера в целом были признаны невпечатляющими. По мнению Манолы Даргис из The New York Times, фильм был «таким унылым, неприятным занятием, что трудно понять, зачем он был сделан или для кого»; «кислое выражение лица Феникса, едва заметный сюжет, непрекращающаяся мрачность и приверженность нарочитой эксцентричности говорят о том, что никто не был по-настоящему воодушевлён его созданием».
Ксения Рождественская из «Коммерсанта» сочла «Безумие на двоих» «не фильмом, а философским трактатом или эссе». По её словам, это «незахватывающий тюремный боевик, скучная история любви, невыносимый мюзикл, унылый комикс», специально созданный, чтобы обмануть ожидания публики; «то, что кто-то надеялся увидеть в нём развлечение,— проблема киноиндустрии и общества потребления, а не фильма». Того же мнения Вероника Хлебникова (журнал «Сеанс»), написавшая: «В нескончаемом фильме-экзекуции наказаны не только преступления Джокера, но и мыслепреступления преданных фанов предыдущего фильма Тодда Филлипса. Новый — ставит их на место, и это место — у параши». Евгений Ткачёв из «Афиши Daily», уловивший в картине «вайбы» «Танцующей в темноте», «Нью-Йорка, Нью-Йорка» и «Пролетая над гнездом кукушки», отметил в своей рецензии: «Главная ошибка студии Warner Bros. в том, что она подумала, что зрители мультиплексов во второй раз проглотят артхаусную бомбу. Не проглотили, так как она оказалась ещё радикальнее первой».

## Комментарии
1. ↑  Folie à deux (амер.: /foʊˌliː ə ˈdʌ/[5]) — термин французского происхождения, означающий редкое нарушение психики, при котором бред разделяется двумя или несколькими лицами с тесными эмоциональными связями[6].
2. ↑  Вселенная DC (DCU) была создана в качестве мягкой перезагрузки медиафраншизы «Расширенная вселенная DC» (DCEU) после последующего преобразования DC Films в DC Studios в ходе формирования Warner Bros. Discovery[14][15].